# Istanbulspor AŞ
El İstanbulspor AŞ es un equipo de fútbol de Turquía que milita en la TFF Primera División, la segunda liga de fútbol más importante del país.

## Historia
Fundado en 1926 en Estambul por Kemal Halim Gürgen y un grupo de estudiantes del Colegio de Estambul con el nombre Konstantinopel SK, Sus colores son los mismos del Colegio de Estambul y tienen el privilegio de usar la bandera de Turquía en su escudo. Fue uno de los primeros equipos deportivos de Turquía durante el periodo de la República cuando consiguió Liga y Copa en la temporada 1931/32.
Hasta 1990, el equipo era administrado por la Fundación del Colegio de Estambul y en ese lapso de tiempo ha tenido ascensos y descensos de categoría en varias ocasiones, pero dicho año Uzan Holding, empresario y el egresado del colegio Cem Uzan tomaron el control y ascendieron a la Superliga de Turquía en 1995, jugando en ella en 16 ocasiones.
La familia Uzan dejó de apoyar al equipo en el año 2001, por lo que el club entró en una crisis financiera hasta que el gobierno local asumió el control del equipo en el 2003.
A nivel internacional ha participado en 2 torneos continentales, donde su mejor participación ha sido en la Copa Intertoto 1998 en la que llegó hasta la segunda ronda donde cayó contra el Olympique de Lyon de Francia.

## Palmarés

### Torneos nacionales

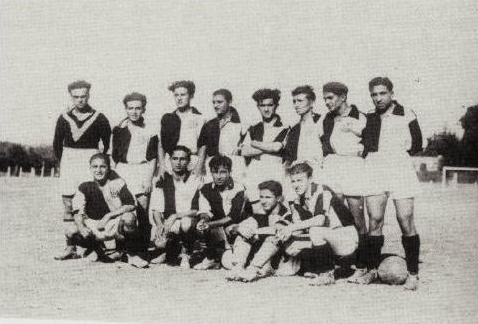
Istanbulspor Campeón de la Temporada 1931-32

- Campeonato de Fútbol de Turquía: 1

1931-32
- Liga de Fútbol de Estambul: 1

1931-32
- TFF Primera División: 1

1967-68
- TFF Segunda División: 1

1991-92

## Participación en competiciones de la UEFA
- Copa UEFA: 1 aparición

1998/99 - Ronda previa
- Copa Intertoto: 1 aparición

1997 - Semifinalista

### Partidos en UEFA
| Temporada | Torneo         | Ronda          | País     | Club              | Casa | Visita | Global   |
| --------- | -------------- | -------------- | -------- | ----------------- | ---- | ------ | -------- |
| 1998      | Copa Intertoto | Fase de grupos | Letonia  | Universitāte Rīga |      | 5-1    |          |
| 1998      | Copa Intertoto | Fase de grupos | Hungría  | Vasas SC          | 2-0  |        |          |
| 1998      | Copa Intertoto | Fase de grupos | Alemania | Werder Bremen     |      | 0–0    |          |
| 1998      | Copa Intertoto | Fase de grupos | Suecia   | Öster             | 3-2  |        |          |
| 1998      | Copa Intertoto | Segunda ronda  | Francia  | Lyon              | 2-1  | 0-2    | 2-3      |
| 1998/99   | Copa UEFA      | Ronda previa   | Rumania  | FC Argeş Piteşti  | 4–2  | 0–2    | 4-4 (ag) |

## Futbolistas destacados
| - Abdullah Ercan - Ahmet Dursun - Ahmet Yıldırım - Altan Aksoy - Aykut Kocaman - Bekir Gür - Cenk İşler - Emrah Eren - Emre Aşık - Engin Özdemir - Fuat Buruk - Gökhan Keskin - Güven Kocabal - Haluk Güngör - Hamza Hamzaoğlu - İlker Yağcıoğlu - Kamil Ustaömer - Mehmet Yozgatlı - Mithat Yavaş - Murat Erdoğan - Mustafa Özkan - Nuri Kamburoğlu - Oğuz Çetin - Oktay Derelioğlu - Recep Çetin - Saffet Akbaş - Saffet Akyüz - Selçuk Şahin - Sergen Yalçın | - Tamer Tuna - Tanju Çolak - Timur Yanyalı - Ümit Davala - Zeki Önatlı - Elvir Baljić - Elvir Bolić - Alban Bushi - Enes Demirović - Sead Halilagić - Vedin Musić - Gerson - Nesim Özgür - Ivaylo Petkov - Alex Yordanov - Zdravko Zdravkov - Alioum Boukar - Alioum Saidou - Andre Kona - Richard Offiong - Jean-Michel Ferri - Pini Balili - Serghei Epureanu - John van den Brom - Peter van Vossen - Uche Okechukwu - Marián Zeman - Oleg Salenko - Fahrudin Omerović |

### Números retirados
| N.º | Nombre     | País    | Posición        | Debut en İstanbulspor   | Último Partido    | Ref         |
| --- | ---------- | ------- | --------------- | ----------------------- | ----------------- | ----------- |
| 22  | Zeki Çelik | Turquía | Lateral derecho | 3 de septiembre de 2016 | 4 de mayo de 2018 | [ 2 ] [ 3 ] |